# Theodora I.
Theodora Byzantská (řecky Θεοδώρα, nar. 497? v Konstantinopoli – 28. června 548) byla manželka byzantského císaře Justiniána I.
Narodila se kolem roku 497 v tehdejší Konstantinopoli jako dcera krotitele medvědů v cirku. Byla prý velmi krásná, ale jelikož pocházela z chudé rodiny, pracovala jako herečka, což bylo tehdy považováno za bezectné povolání, podobně jako prostituce. Není známo, kdy se seznámila s Justiniánem, ale roku 525 se za něho provdala v chrámu Boží moudrosti, a to i přesto, že byl sňatek následníka trůnu s herečkou nepřípustný. Justinián proto nejprve zrušil zákony, které to zakazovaly. Během povstání Níká v roce 532 byl chrám Hagia Sofia zničen, Justinián však nechal postavit nový, vysvěcený v prosinci 537.

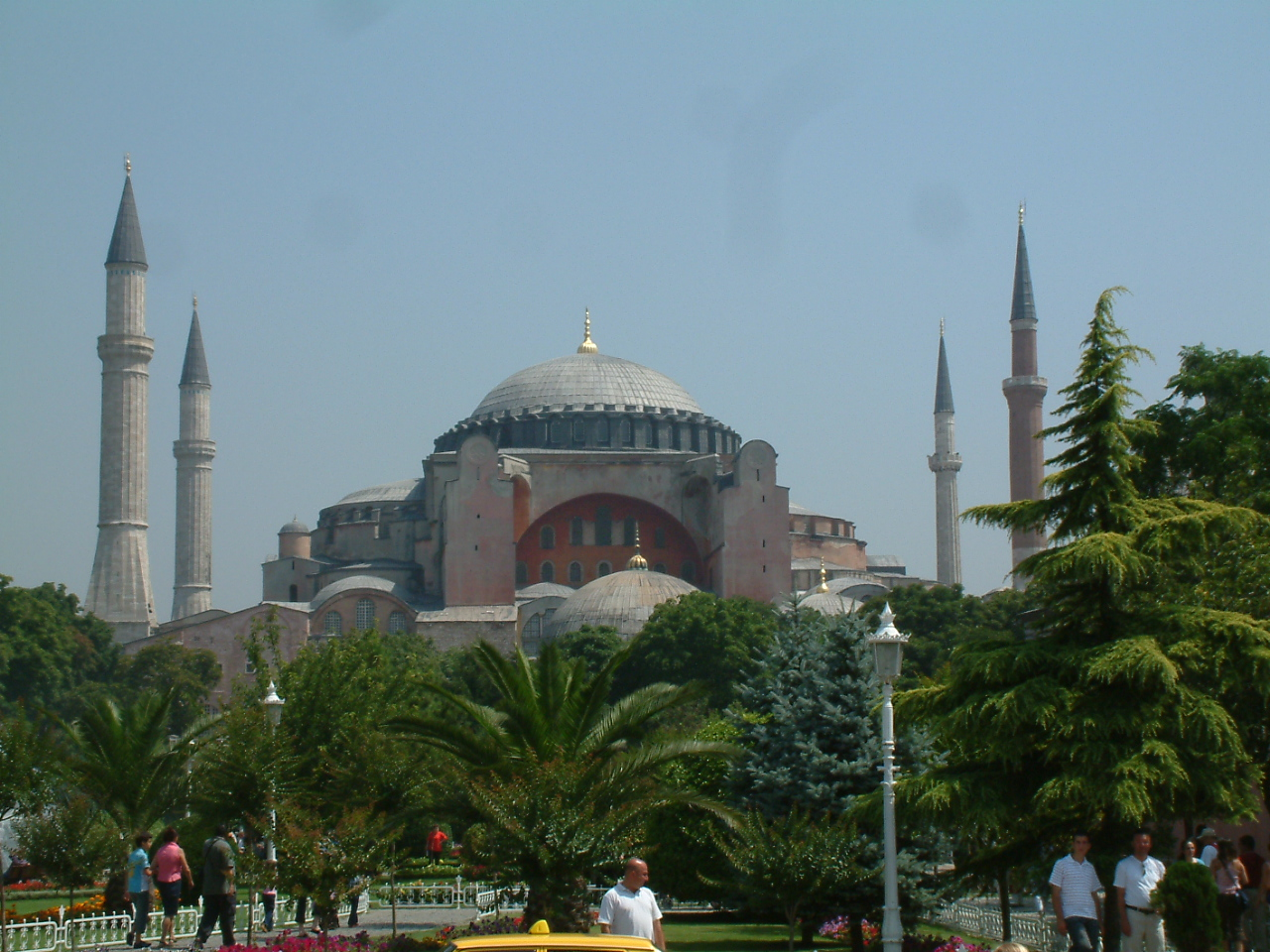
Chrám Boží moudrosti v Istanbulu – katedrála postavená Justiniánem po povstání Níká na místě dřívějšího chrámu, ve kterém se konala Theodóřina svatba s Justiniánem.

I když to od Theodory lid nečekal, byla moudrá a dobrá císařovna. Potlačila výše zmíněné rozsáhlé povstání, čímž Justiniánovi zachránila trůn, vydala zákon, podle kterého mají dcery stejná dědická práva jako synové. Dále vydala výnos proti kuplířství, často cestovala zemí a starala se o výstavbu sídelního města. Justinián Theodoru miloval až do konce jejího života.
Theodora zemřela ve svém rodném městě – Konstantinopoli, pravděpodobně na rakovinu.